# Lodowy Karb
Lodowy Karb (słow. Ľadový zárez) – przełęcz znajdująca się w środkowej części Lodowej Grani w słowackiej części Tatr Wysokich. Siodło oddziela położonego na północnym zachodzie Wielkiego Lodowego Kopiniaka od Pośredniego Lodowego Kopiniaka na południowym wschodzie i znajduje się tuż poniżej tej ostatniej turni.
Na Lodowy Karb nie prowadzi żaden szlak turystyczny – mają tu dostęp jedynie taternicy.
Pierwsze wejścia:
- letnie – Janusz Chmielowski, Károly Jordán, Jan Nowicki, przewodnicy Klemens Bachleda, Paul Spitzkopf i tragarz Stanisław Stopka, 14 sierpnia 1903 r., przy przejściu granią,
- zimowe – Valéria Kovárová, Edita Krenová, Manicová, Maňa Mičiková, Bárdoš i Alexander Huba, 19 kwietnia 1946 r., przy przejściu granią[2].